# Сокерчак Вячеслав Михайлович
Сокерчак В'ячеслав Михайлович — український політик.
Член Комуністичної Партії України; Верховна Рада України, колишній 1-й заступник керівника Апарату (з 02.2007).

## Біографія
Народився 27 січня 1947 року у селі Піщана Балтського району, Одеської області. Українець.

## Родина
- Батько — Михайло Федотович, 1910—1985 рр.
- Мати — Марія Пилипівна, 1920—1999 рр.
- Дружина — Лариса Федорівна, 1957 року — оргінструктор райспоживспілки.
- Син — Вячеслав, 1979 року.
- Дочка — Ольга, 1986 року.

## Освіта
Закінчив Одеський сільськогосподарський інститут, економічний факультет у 1973 році, вчений агроном-економіст. ВПШ при ЦК КПУ 1982 року.

## Кар'єра
- З 1965 року — тракторист, екскаваторник міжколгоспної будівничої організації, Балтський район.
- Лютий 1972 року по грудень 1973 року — спеціаліст колгоспу ім. Леніна.
- Грудень 1973 року по листопад 1983 року — інструктор, завідувач оргвідділу, секретар, Балтський РК КПУ.
- Листопад 1983 року — начальник управління сільським господарством, голова районного агропромислового об'єднання.
- Вересень 1988 року — голова, Балтський райвиконком.
- Березень 1991 року по жовтень 1991 року — 1-й секретар Балтського РК КПУ.
- Листопад 1991 року по січень 1993 року — заступник голови агропромислової системи «Балтамолоко», Балтський молококонсервний завод.
- Січень 1993 року по травень 1994 року — директор, Балтське ПТУ № 46.
- Медаль «За доблесну працю» (1978).

- 1-й секретар Балтського РК КПУ з 1994 року.
- Заступник голови Центральної контрольної комісії КПУ з червня 2005 року.
- Асоціація «Спілка оптовиків і виробників алкоголю і тютюну», президент.

## Політична кар'єра
Народний депутат України 2 скликликання з квітня 1994 року (2-й тур) до квітня 1998 року, Савранський виборчий округ № 314, Одеської області, висунутий трудовим колективом.
Член Комісії з питань фінансів і банківської діяльності з вересня 1996 року — заступник голови.
З жовтня 1997 року — виконуючий обов'язки голови Комітету з питань фінансів і банківської діяльності.
Член фракції комуністів. На час виборів — Балтське ПТУ № 46, директор.
Народний депутат України 3 скликликання з березня 1998 року по квітень 2002 року, виборчий округ № 142, Одеської області. На час виборів — народний депутат України. Член КПУ.
Перший заступник голови Комітету з питань фінансів і банківської діяльності з липня 1998 року по лютий 2000 року.
Заступник голови Комітету з питань фінансів і банківської діяльності, член фракції КПУ з травня 1998 року.